# Andrew Garve
Pour les articles homonymes, voir Garve, Winterton, Bax et Somers.
Andrew Garve est le nom de plume de Paul Winterton, écrivain et journaliste britannique, né le 12 février 1908 à Leicester, Leicestershire et mort le 8 janvier 2001 dans le Surrey. Sous la signature Andrew Garve paraissent les plus connus de ses romans policiers et d’espionnage. Winterton a également employé les pseudonymes Roger Bax et Paul Somers.

## Biographie
Paul Winterton étudie à Manchester avant de gagner la capitale britannique pour s’inscrire au London School of Economics, puis en journalisme à l'Université de Londres. Il décroche alors une bourse qui lui permet de passer un an en URSS, un séjour dont il se souviendra pour écrire son premier roman publié sous son patronyme, A Student in Russia, en 1931. Il entre ensuite au journal The Economist jusqu'en 1933, puis au News Chronicle. Pour ce dernier employeur, pendant la Deuxième Guerre mondiale, il sera correspondant de guerre à Moscou.
Dès les années 1930, outre ses articles pour la presse, il rédige divers types de publication. Mending Minds: The Truth About Our Mental Hospitals (1937), par exemple, est un roman-documentaire pamplétaire sur les instituts psychiatriques en Angleterre.
En 1938, il débute en littérature populaire avec le roman d’espionnage Death Beneath Jerusalem qu’il signe Roger Bax afin de conserver sa crédibilité en tant que journaliste. Le succès est immédiat et ne se dément pas avec les publications ultérieures. Paul Winterton abandonne donc le journalisme en 1947 pour se consacrer à l’écriture de fictions.
En 1950, il adopte avec Pas de pitié pour Hilda le pseudonyme Andrew Grave sous lequel il publie une trentaine de romans de style et de genres très différents : whodunits, thrillers, roman d’espionnage... Ces publications s’inscrivent souvent sur les listes de best-sellers et offrent les meilleurs récits de l’auteur avec, notamment, Le Sépulcre blanchi (1950), Mort contre la montre (1953), Jeu d’espions, jeu de vilains (1956), Un archéologue au 2e Bureau (1962), et surtout, Le Scandale Lester (1974) qui décroche le Prix Mystère de la Critique en 1976.

## Œuvre

### Romans

#### Signés Andrew Garve
- No Tears for Hilda (1950) Publié en français sous le titre Pas de pitié pour Hilda, Paris, Librairie des Champs-Élysées, Le Masque no 545, 1956
- No Mask for Murder ou Fontego's Folly (1950) Publié en français sous le titre Le Sépulcre blanchi, Paris, Fleuve noir, Littérature policière no 2, 1982
- Murder in Moscow ou Murder Through the Looking Glass(1951) Publié en français sous le titre Meurtre à Moscou, Paris, Fayard, L'Aventure criminelle no 95, 1960
- A Press of Suspects ou By-Line for Murder(1951) Publié en français sous le titre Un journaliste empoisonné, Paris, Librairie des Champs-Élysées, Le Masque no 515, 1955
- A Hole in the Ground (1952)
- The Cuckoo Line Affair (1953) Publié en français sous le titre L’Affaire Latimer, Paris, Librairie des Champs-Élysées, Le Masque no 545, 1956
- Death and the Sky Above (1953) Publié en français sous le titre Mort contre la montre, Paris, Presses de la Cité, Un mystère no 215, 1955 ; réédition sous le titre La Mort contre la montre, Presses de la Cité, Presses Pocket no 1117, 1974
- The Riddle of Samson (1954)
- The End of the Track (1955)
- The Megstone Plot (1956) Publié en français sous le titre Jeu d’espions, jeu de vilains, Paris, Fayard, L’Aventure criminelle no 66, 1959
- The Narrow Search (1957)
- The Galloway Case (1958) Publié en français sous le titre Quand les romanciers s’assassinent, Paris, Fayard, L’Aventure criminelle no 73, 1960
- A Hero for Leanda (1959) Publié en français sous le titre Héros à vendre, Paris, Fayard, L’Aventure criminelle no 78, 1960
- The Golden Deed (1960)
- The Far Sands (1961)
- The House of Soldiers (1962) Publié en français sous le titre Un archéologue au 2e Bureau, Paris, Fayard, L’Aventure criminelle no 148, 1963
- Prisoner's Friend (1962) Publié en français sous le titre L’Ami du prisonnier, Paris, Fayard, L’Aventure criminelle no 167, 1963
- The Sea Monks (1963) Publié en français sous le titre Le Tueur dans le phare, Paris, Fayard, L’Aventure criminelle no 186, 1964
- Frame-Up (1964)
- The Ashes of Loda (1965)
- Murderer's Fen ou Hide and Go Seek (1966)
- A Very Quiet Place (1967) Publié en français sous le titre Un petit coin bien tranquille, Paris, Presses de la Cité, Un mystère 2e série no 85, 1968
- The Long Short Cut (1968) Publié en français sous le titre Virage à la corde, Paris, Presses de la Cité, Un mystère 3e série no 22, 1969
- The Ascent of D-13 (1969)
- Boomerang (1970)
- The Late Bill Smith (1971)
- The Case of Robert Quarry (1972) Publié en français sous le titre D’où vient le vent ?, Paris, Librairie des Champs-Élysées, Le Masque no 1339, 1974
- The File on Lester ou The Lester Affair (1974) Publié en français sous le titre Le Scandale Lester,  Paris, Opta, coll. Littérature policière, 1976
- Home to Roost (1976) Publié en français sous le titre C.Q.F.D., Paris, Eurédif, 1979
- Counterstroke (1978)

#### Signés Roger Bax
- Death Beneath Jerusalem (1938)
- Red Escapade (1940)
- Disposing of Henry (1947)
- Blueprint for Murder ou The Trouble with Murder (1948)
- Came the Dawn ou Two if by Sea (1949)
- A Grave Case of Murder (1951)

#### Signés Paul Somers
- Beginner's Luck (1958)
- Operation Piracy (1958)
- The Shivering Mountain (1959)
- The Broken Jigsaw (1961)

### Nouvelles
- The Downship Terror (1957)
- The Man Who Wasn’t Scared (1958)
- The Man on the Cliff (1959)
- Revenge (1963) Publié en français sous le titre Vengeance, Fayard, Le Saint détective magazine no 125, juillet 1965
- The Last Link (1963)
- Who Would Steal a Mail Box? (1964)
- Moscow Assignment (1965)
- Line of Communication (1967)
- A Case of Blackmail (1967)
- A Glass of Port (1975)

### Publications signées Paul Winterton
- A Student in Russia (1931)
- Russia - With Open Eyes (1932)
- Mending Minds: The Truth About Our Mental Hospitals (1933)
- Eye-Witness on the Soviet War-Front (1943)
- Report on Russia (1945)
- Inquest on an Alley (1948), enquête journalistique sur la police de Moscou.

## Adaptations cinématographiques
- 1953 : Ne me quitte jamais, film réalisé par Delmer Daves, d’après le roman Came the Dawn, avec Clark Gable et Gene Tierney.
- 1959 : Un brin d'escroquerie, film réalisé par Guy Hamilton, d’après le roman The Megstone Plot, avec James Mason et George Sanders.
- 1959 : The Desperate Man (en), film réalisé par Peter Maxwell, d’après le roman Beginner's Luck avec Conrad Phillips (en) et Jill Ireland.
- 1962 : Two Letter Alibi, film réalisé par Robert Lynn (en), d’après le roman Mort contre la montre, avec Peter Williams et Petra Davies (en).

## Prix et distinctions
- Prix Mystère de la critique du meilleur roman étranger 1976 pour Le Scandale Lester[1].

## Sources
1. ↑  Palmarès prix Mystère de la critique

- Jacques Baudou et Jean-Jacques Schleret, Le Vrai Visage du Masque, vol. 1, Paris, Futuropolis, 1984, 476 p. (OCLC 311506692), p. 214-215.
- Claude Mesplède, Dictionnaire des littératures policières, vol. 1 : A - I, Nantes, Joseph K, coll. « Temps noir », 2007, 1054 p. (ISBN 978-2-910-68644-4, OCLC 315873251), p. 821-823.